# Juan José Padial Benticuaga
Juan José Padial Benticuaga es profesor de filosofía en la Universidad de Málaga. Un experto en la antropología filosófica y la filosofía alemana especialmente Hegel. 

## Titulación
Licenciado en Filosofía y Letras (Filosofía y Ciencias de la Educación) 
Universidad de Málaga. 
Fecha de obtención de la titulación: Junio de 1993 
Premio Extraordinario de Licenciatura: Filosofía y Letras: Sección Filosofía, correspondiente al curso 1998/99. 

### Doctorado
Doctor en Filosofía por la Universidad de Málaga, tras la lectura y defensa públicas, en Málaga el 27 de junio de 2002, de la tesis doctoral titulada: La Idea en la “Ciencia de la lógica” de Hegel, que obtuvo la calificación de sobresaliente cum laude. 
Director de la tesis: Ignacio Falgueras Salinas.
Programa de Doctorado completo posterior al R.D. 185/1985: La complejidad de la razón, ofertado por el Departamento de Filosofía de la Universidad de Málaga.

## Publicaciones en revistas científicas
(con proceso anónimo de revisión por pares) 
- Las conversaciones mediante la red durante el simposium "Comentario al "El acceso al ser" de Leonardo Polo", Miscelánea Poliana, n.º 6 (2006), ISSN 1699-2849.
- Sobre la fundamentación desde el yo. La crítica poliana a la noción de espontaneidad cognoscitiva, Studia Poliana, VIII- 2006, Departamento de Filosofía de la Universidad de Navarra, Pamplona, España. ISSN 1139-6660.
- La unificación lógica de las modalidades según Spinoza (en prensa). Universidad de Castilla-La Mancha.
- La crítica hegeliana a las conversiones entre modos operadas por Leibniz, Anuario Filosófico, XXXVIII-I (2005), Departamento de Filosofía de la Universidad de Navarra, Pamplona, España, pp. 269-277. ISSN 0066-5215.
- Trieb un Potenzialität des Lebens in der Hegelschen Logik (en prensa). Hegel-Jahrbuch (2006-2007).
- El enigmático recoger la antorcha de los muertos. Sobre la comprensión del pasado histórico. En prensa. Universidad de Málaga. España.
- El celofán del concepto. Sobre la transparencia u opacidad de las entidades intencionales, Studia Poliana, VI-2004. Departamento de Filosofía de la Universidad de Navarra, Pamplona, España. pp. 141-164. ISSN 1139-6660.
- Advertencia o suposición del ser (Sobre los métodos de la metafísica), Contrastes, Suplemento VII-2002, Departamento de Filosofía de la Universidad de Málaga, Málaga, España, pp. 159-173. ISSN 1136-9922.
- El peligro de la diferencia en Hegel, Themata, XXVII-2001, Departamento de Filosofía de la Universidad de Sevilla, Sevilla, España, pp. 305-310. ISSN 0210-8365.
- Metafísica y teoría, Proceedings of the Metaphysics for the Third Millenium Conference. García González J. A.; Padial Benticuaga, Juan J.; , Roma, 2000. Iubilaeum A.D. 2000 Studiorum Universitatum Docentium Congressus, y Prensa del Instituto Asunción, Universidad Técnica Particular de Loja, Roma, Italia, pp. 421-428.
- Las operaciones intelectuales según Leonardo Polo, Studia Poliana, II-2000, Departamento de Filosofía de la Universidad de Navarra, Pamplona, España, pp., 113-145, ISSN 1139-6660.
- Discusión del cogito-sum cartesiano, Studium. García González, J.A., Padial Benticuaga Juan J., Revista Cuatrimestral de Filosofía, Institutos Pontificios de Filosofía y Teología, España, XXXVII-1997, pp., 123-136; ISSN 0585-766X.
- Aspectos gnoseológicos de la noción de mundo, Anuario Filosófico, XXIX-1996, Departamento de Filosofía de la Universidad de Navarra, Pamplona, España, pp., 901-910, ISSN 0066-5215.

## Libros
- Materiales preparatorios del Congreso en la red para comentar el Acceso al Ser. Falgueras, Ignacio; García, Juan A.; Padial Juan J.; Instituto de Estudios Filosóficos Leonardo Polo, Edición Digital, Depósito Legal: MA-483-2005.
- La Idea en la Ciencia de la Lógica de Hegel. Investigación sobre el principio de identidad y la compatibilidad del objeto y la reflexión cognoscitiva en la metafísica hegeliana, Estudios y Ensayos, n.º 79, Universidad de Málaga, 2003, pp.: 453, ISBN 84-7496-983-2.
- Futurizar el presente. Estudios sobre el pensamiento de Leonardo Polo. Falgueras, Ignacio, García, Juan A., Padial, Juan J., , Servicio de Publicaciones de la Universidad de Málaga, Málaga, 2003, pp.: 350, ISBN 84-7496-975-1.
- La antropología del tener según Leonardo Polo, Cuadernos de Anuario Filosófico, n.º 100, Universidad de Navarra, 2000. pp. 146. ISSN 1137-2176.

Lea una reseña 

## Capítulos de libros
- Hannah Arendt, en Segura Naya, Armando, Historia del pensamiento en el tercer milenio, Síntesis, España. En prensa (se espera para 2006),
- Sobre la constancia de la presencia mental y la congruencia de la reflexión cognoscitiva en Falgueras, Ignacio, García, Juan A., Padial, Juan J., Futurizar el presente. Estudios sobre el pensamiento de Leonardo Polo, Servicio de Publicaciones de la Universidad de Málaga, Málaga, 2003, pp.: 241-258, ISBN 84-7496-975-1.

## Traducciones
- Facticidad y sistema. Reflexiones sobre la ética de Spinoza, de Wilhelm G. Jacobs, en Actualidad de la metafísica, Contrastes. Revista Interdisciplinar de Filosofía, Suplemento VII-2002, Málaga, pp. 127-134. ISSN 1136-9922.

## Reseñas
- POLO, Leonardo, El yo, estudio introductorio y notas de Juan Fernando Sellés, Cuadernos de Anuario Filosófico, Serie Universitaria, n.º 170, Servicio de Publicaciones de la Universidad de Navarra, Pamplona, 2004, 151 pp. En SIBF, n.º 0, septiembre de 2005.
- LAUTH, Reinhard; Abraham y sus hijos. El problema del Islam, Traducción y notas de Alberto Ciría, Prohom Edicions, Barcelona, 2004, 577 pp. En SIBF, n.º 2 , noviembre de 2005.
- POLO, Leonardo, La crítica kantiana del conocimiento, Edición preparada y presentada por Juan A. García González, Cuadernos de Anuario Filosófico, n.º 175, Pamplona, 2005, 78 pp. En SIBF, n.º 3 , diciembre de 2005.